# Gare de Gardanne
Gare de Gardanne vasútállomás Franciaországban, Gardanne településen.

## Vasútvonalak
Az állomást az alábbi vasútvonalak érintik:
- Lyon-Perrache-Grenoble-Marseille-vasútvonal
- Carnoules-Gardanne-vasútvonal

## Kapcsolódó állomások
A vasútállomáshoz az alábbi állomások vannak a legközelebb:
- Gare d’Aix-en-Provence
- Gare de Simiane (Gare de Marseille-Saint-Charles)